# Calabre ultérieure seconde
1817–1860
Entités précédentes :
- Calabre ultérieure

Entités suivantes :
- Province de Catanzaro

La Calabre ultérieure seconde (en italien : Calabria Ulteriore Seconda) est une province du royaume des Deux-Siciles. Elle naît de la division de la province médiévale de la Calabre ultérieure en deux subdivisions : la Calabre ultérieure première et la Calabre ultérieure seconde. La province avait pour chef-lieu Catanzaro.

## Création de la province
La province de Calabre ultérieure seconde est créée par le roi Ferdinand Ier. Elle est légalement officialisée par le décret royal du 1er mai 1816 portant sur la répartition territoriale du royaume.
Le siège administratif de la province était situé à Catanzaro dans le palais Marano, siège actuel de la préfecture.

## Subdivision administrative
La province de Calabre ultérieure seconde était divisée en 4 districts, eux-mêmes divisés en 37 circondari, eux-mêmes divisés en 152 communes, elles-mêmes divisées en 95 villages.
Les districts de la province de Calabre ultérieure première étaient :
- District de Catanzaro,
- District de Monteleone,
- District de Nicastro
- District de Cortone

## Disparition de la province
La province disparut à la suite de l'occupation garibaldienne et de l'annexion au royaume de Sardaigne en 1860. La Calabre ultérieure seconde devint donc la Province de Catanzaro. En 1992 furent séparées de cette dernière la Province de Crotone et la Province de Vibo Valentia.

## Sources
- (it) Cet article est partiellement ou en totalité issu de l’article de Wikipédia en italien intitulé « Calabria Ulteriore Seconda » (voir la liste des auteurs).